# Limnomedusae
Ordre
Synonymes
- Limnopolypae[2]

Les Limnomedusae sont un ordre de méduses de la classe des Hydrozoaires.

## Description

Anatomie d'une Olindias formosa.

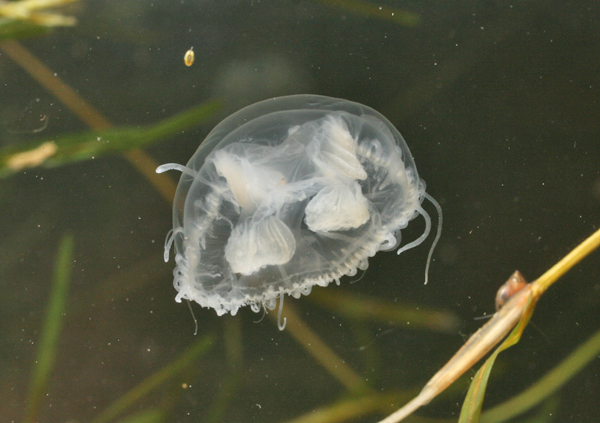
Craspedocustra sowerbi, une limnoméduse d'eau douce commune en Europe.

Ce sont de petits hydrozoaires en forme de méduses simples, principalement solitaires et rarement coloniales et sessiles. Ces espèces passent par un stade polype assez développé (contrairement aux autres ordres de ce groupe). Elles peuvent avoir des tentacules ou non, n'ont pas de thèque mais un périderme muqueux, et les cystes et stolons peuvent être recouverts par le périsarc.
Ces méduses ont généralement quatre canaux radiaux complets (parfois six), souvent aussi des canaux centripètes incomplets n'atteignant pas le manubrium. Elles peuvent avoir un anneau marginal de nematocystes ou non ; les gonades se trouvent le long de canaux radiaux ou exceptionnellement sur le manubrium (Armorhydra et Limnocnida). les tentacules marginaux sont périphérique, creux, sans vrai bulbe basal. Les organes sensoriels marginaux comme les statocystes internes sont d'origine endo-ectodermale, incorporés dans la mesoglée près du canal périphérique ou dans le velum. Ces méduses n'ont pas d'ocelles. Les médusoïdes sont exceptionnellement réduits (Monobrachium).
Quelques espèces peuvent être trouvées en eaux douces (comme Craspedacusta sowerbii en Europe), et les autres sont essentiellement littorales.

## Liste des familles
Selon World Register of Marine Species (7 février 2019) :
- famille Armorhydridae Swedmark & Teissier, 1958
- famille Geryoniidae Eschscholtz, 1829
- famille Microhydrulidae Bouillon & Deroux, 1967
- famille Monobrachiidae Mereschkowsky, 1877
- famille Olindiidae Haeckel, 1879